# Jamaica Inn
Jamaica Inn é um filme britânico de 1939, do gênero aventura, dirigido por Alfred Hitchcock. É uma adaptação do livro de 1936 do mesmo nome escrito por Daphne Du Maurier. Foi a primeira das três obras de Du Maurier adaptadas por Hitchcock: as outras duas foram Rebecca e o conto "The Birds". Foi o último filme do diretor realizado no Reino Unido antes de se transferir para os Estados Unidos.

## Elenco
- Charles Laughton ....  Sir Humphrey Pengallan
- Maureen O'Hara ....  Mary
- Leslie Banks ....  Joss Merlyn
- Emlyn Williams ....  Harry
- Robert Newton ....  James Trehearne ('Jem')
- Marie Ney ....  Patience Merlyn (esposa de Joss)
- Wylie Watson ....  Salvation Watkins
- Edwin Greenwood ....  Dandy
- Mervyn Johns ....  Thomas

## Sinopse
Na remota Cornualha, litoral sul da Inglaterra, em 1819, uma quadrilha de sanguinários saqueadores provoca naufrágios para ficarem com  as cargas, assassinando todos os tripulantes sobreviventes. O líder é o proprietário da estalagem "Jamaica Inn" (que existe e atualmente é um pub, localizado em Bodmin Moor), o brutal Joss Merlyn. A sobrinha dele, Mary Yellen, chega para morar no local após ficar órfã e acaba descobrindo os crimes do tio ao salvar de ser enforcado um dos membros da gangue, James Trehearne. Ao fugirem da estalagem, ela busca ajuda do amigável vizinho juiz de paz Sir Humphrey Pengallan, sem saber que o homem esconde um segredo que irá ameaçar a vida dela.

## Produção
Charles Laughton foi o co-produtor do filme e consta que teria interferido grandemente no trabalho de Hitchcock. Laughton representaria originariamente o papel de Joss, mas preferiu mudar para o de Pengallan. Este, por sua vez, era para ser um sacerdote hipócrita mas foi reescrito para um magistrado por força do Código de Censura de Hollywood que evitava polêmicas com o clero. Laughton então pediu a Hitchcock que aumentasse o tempo do personagem em cena. Ele fez com que o diretor revelasse logo no início a vilania de Pengallan.
Laughton também interferiu para que Maureen O'Hara ganhasse o papel no filme após ver seu teste. Ao término das filmagens, Laughton a levou para Hollywood para interpretar Esmeralda em The Hunchback of Notre Dame, enquanto ele representou Quasímodo. Essa nova parceria dos dois transformou a atriz em estrela internacional.
Em março de 1939, Hitchcock mudou-se para Hollywood, contratado por David O. Selznick. Assim, Jamaica Inn foi seu último filme britânico e um de seus maiores sucessos de bilheteria